# Fosfor-30
Fosfor-30 of 30P is een radioactieve isotoop van fosfor. De isotoop komt van nature niet op Aarde voor.
Fosfor-30 ontstaat onder meer bij het radioactief verval van zwavel-30 en chloor-31.

## Radioactief verval
Fosfor-30 vervalt (met een halveringstijd van bijna 2,5 minuten) tot de stabiele isotoop silicium-30:
{\displaystyle {\ce {{^{30}_{15}P}->{^{30}_{14}Si}+{e^{+}}+{\nu }_{e}}}}
24P · 25P · 26P · 27P · 28P · 29P · 30P · 31P · 32P · 33P · 34P · 35P · 36P · 37P · 38P · 39P · 40P · 41P · 42P · 43P · 44P · 45P · 46P · 47P